# Franco Marchi
Franco Marchi (Bologna, 17 marzo 1923 – Bologna, 14 gennaio 2009) è stato un calciatore italiano, di ruolo centrocampista.

## Carriera
Giocò in Serie A con Bologna ed Udinese. Centrocampista arcigno ma con grande senso tattico. A Bologna cresce come giocatore e si afferma vincendo la Coppa Alta Italia.
È rimasto legato alla sua Bologna dove alla fine della carriera fonda un'azienda di prodotti petroliferi condotta ai giorni nostri dai figli Michele, Raffaella e Nicola.

## Palmarès

### Club

#### Competizioni nazionali
- Coppa Alta Italia: 1

Bologna: 1945-1946